# Адам Мандрович
Адам Ма̀ндрович (на хърватски: Adam Mandrović) е хърватски актьор и режисьор.

## Биография
Роден е в Нова Градишка, Славония на 5 ноември 1839 г.
Дебютира в Загреб през 1858 г., а през 1860 г., след отстраняването от театъра на немските актьори, става постоянен член на трупата. От 1899 до 1901 г. работи в театър „Сълза и смях“ в София, а от 1902 до 1907 г. е управител на Хърватския народен театър в Загреб.
Адам Мандрович утвърждава актьорската дарба на Кръстьо Сарафов, допринася за творческото развитие на артистите Иван Попов, Васил Кирков, Адриана Будевска, Роза Попова, Шенка Попова, Екатерина Златарева, Гено Киров.
Умира на 12 декември 1912 г.